# Poppenbütteler Schleuse
Die Poppenbütteler Schleuse an der oberen Alster in Hamburg-Poppenbüttel dient der Regulierung des Wasserstandes der Alster.

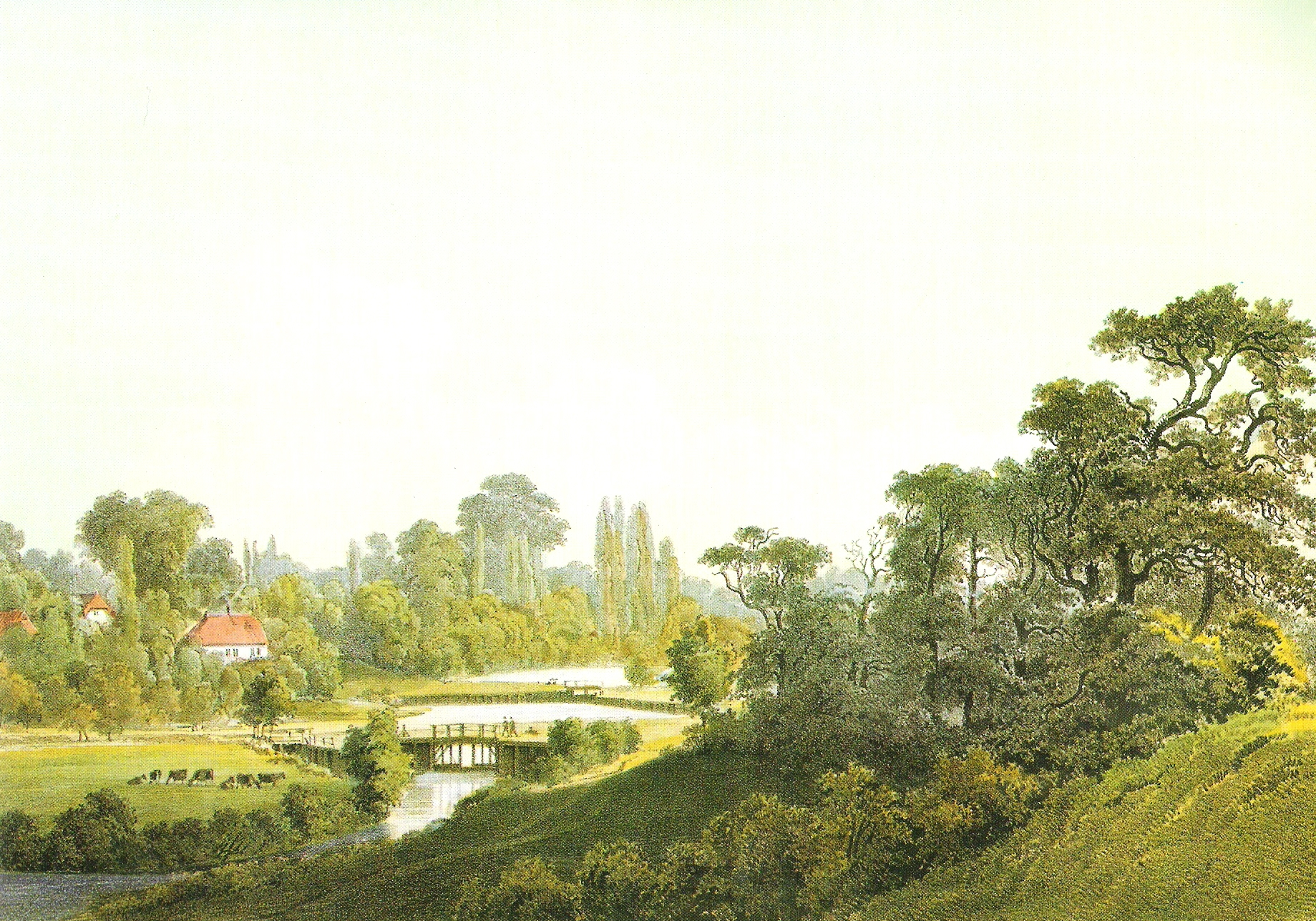
Poppenbütteler Schleuse und Schleusenmeisterhaus im Jahre 1856, im Vordergrund das untere Wehr mit der Bäckerbrücke, links davon die Notschleuse, im Hintergrund das obere Wehr. Lithografie von Wilhelm Heuer

Ehemals war sie eine Kammerschleuse mit zwei Wehren, von denen heute nur noch das obere Wehr besteht. Das untere Wehr, das die Kammerschleuse abschloss, befand sich dort, wo heute die Bäckerbrücke (Ring 3) über die Alster führt. Im 15. Jahrhundert bis Anfang des 20. Jahrhunderts war die Schleuse mit ihrer Schleusenfunktion Teil des Schifffahrtweges der Alster, der für die Stadtentwicklung Hamburgs von großer Bedeutung war.

## Geschichte

### 14. bis 19. Jahrhundert
Poppenbüttel gehörte zum Herzogtum Holstein und damit zum dänischen Gesamtstaat. Die Hoheit über die Alster mit ihren Schleusen hatte dagegen die Stadt Hamburg. 1365 ging die Alster nebst ihrem Ufer in ihrer Nutzung aus dem Besitz der Holsteiner dauerhaft in das Eigentum der Hamburger über. Diese Besonderheit zum Besitz der Ufer ergab sich dadurch, dass die Alster nicht schiffbar, sondern nur flößbar war und damit nicht den kaiserlichen zustehenden Rechten an schiffbaren Strömen unterlag.

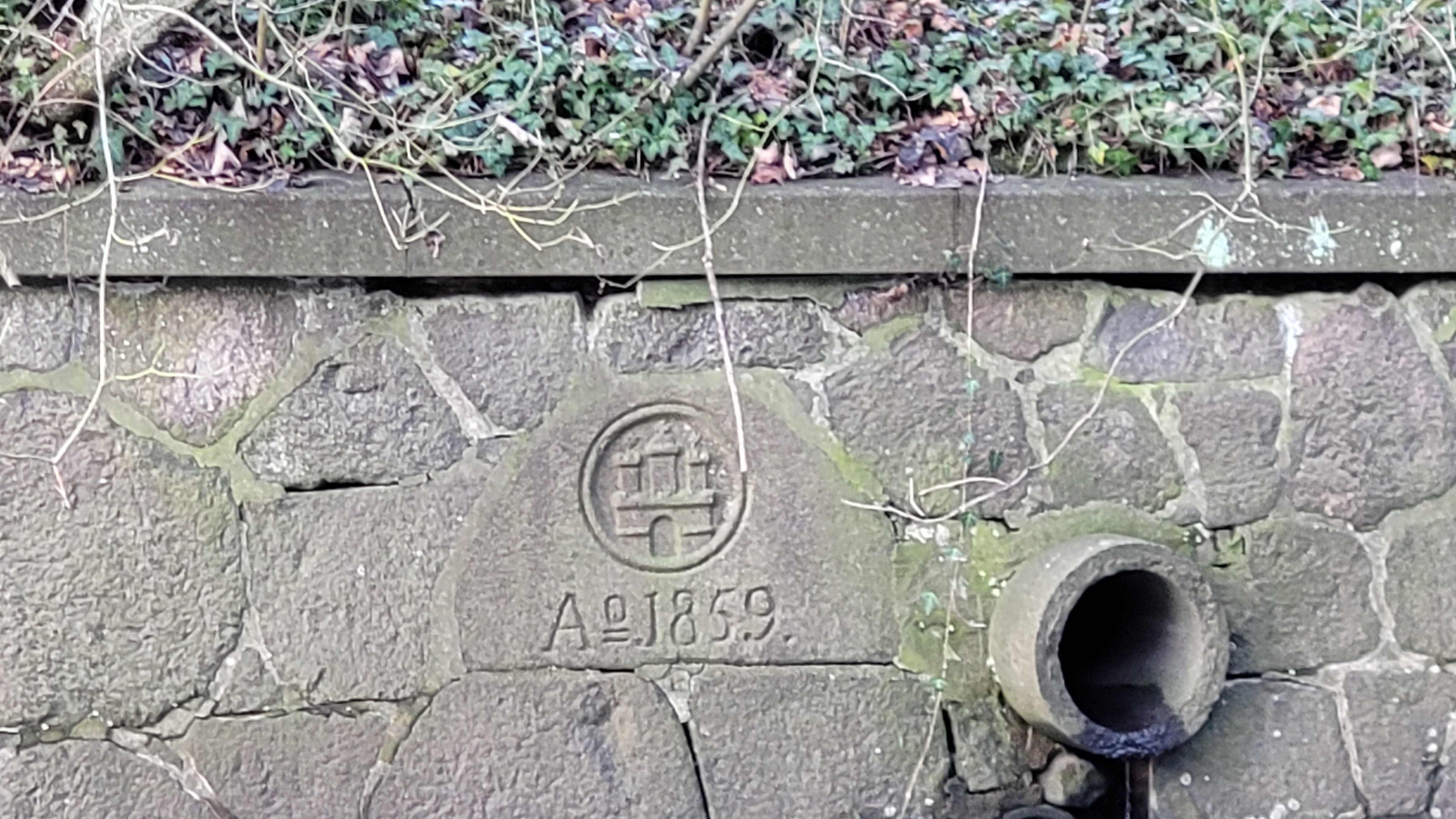
Hamburger Wappen von 1859 an der historischen Stützmauer der Poppenbüttler Schleuse.

Wappensteine an den Schleusen dienten der Bekanntgabe der hamburgischen Stromhoheit über die Alster. An der historischen Stützmauer der Poppenbütteler Schleusenanlage, etwa 15 m flussaufwärts der Bäckerbrücke, befindet sich noch heute ein solcher Wappenstein von 1859.
Zur Schiffbarkeit der Alster wurden Mitte des 15. Jahrhunderts entlang des Flusslaufes Stauwerke angelegt, so auch die Poppenbütteler Schleuse, welche für die Schiffe die notwendige Wassertiefe herstellten. Der ursprüngliche Plan einer Schiffsverbindung zwischen Lübeck und Hamburg wurde 1529 mit dem Alster-Beste-Kanal realisiert, aber bereits nach 20 Jahren aus technischen und finanziellen Gründen wieder aufgegeben. Der Schiffsverkehr von der Oberalster bis nach Hamburg mit hölzernen Kähnen, den sogenannten Alsterböcken, die 15 bis 24 Meter lang und 3,5 bis 5 Meter breit waren, ging jedoch unvermindert weiter. Für den Häuserbau benötigte die Stadt Hamburg viel Bauholz, das aus dem noch waldreichen Alstertal transportiert wurde. Zusätzlich wurden auch große Mengen an Torf, Feldsteine, Ziegel, Segeberger Kalk und Getreide transportiert.
Neben der Poppenbütteler Schleuse waren entlang der Alster nur noch die Mellingburger und Fuhlsbütteler Schleuse als Beckenschleusen oder Kammerschleusen ausgebaut. Oberhalb der Mellingburger Schleuse waren die Alsterschleusen einfache Wehre (Stauschleusen), an denen das Wasser aufgestaut wurde.
Um Flusswasser beim Schleusungsvorgang zu sparen (zum Erhalt des nötigen Wasserstandes in der Alster), wurden die Schleusungen nur im Verbund mit wenigstens 5 Schiffen durchgeführt. Dafür mussten die Schleusenkammern entsprechend groß ausgelegt werden. Die Poppenbütteler Schleuse besaß dementsprechend eine 143 Meter lange Kammer.
Die Poppenbütteler Schleuse mit ihren zwei Wehren wurde von 1528 bis 1529 erstmals als Holzkonstruktionen gebaut. Nach einem Schreiben von Herzog Adolf von Holstein an Hamburg gab es bereits im Bereich des unteren Wehres eine Alsterbrücke, die fortgespült worden war und mit dem Schleusenbau ersetzt werden sollte.
Neben der Schleusenkammer mit den beiden Wehren gab es noch einen Notschleusenkanal mit einer Notschleuse, die sich nahe dem unteren Wehr befand. Der Notschleusenkanal, der für Instandsetzungsarbeiten der Hauptwehre genutzt wurde, verlief rechtsseitig der Alster. Er existiert jedoch nicht mehr und verläuft heute linksseitig der Alster, wo derzeit eine Fischtreppe angelegt wird.

#### Schleusenmeister und Schleusenmeisterhaus

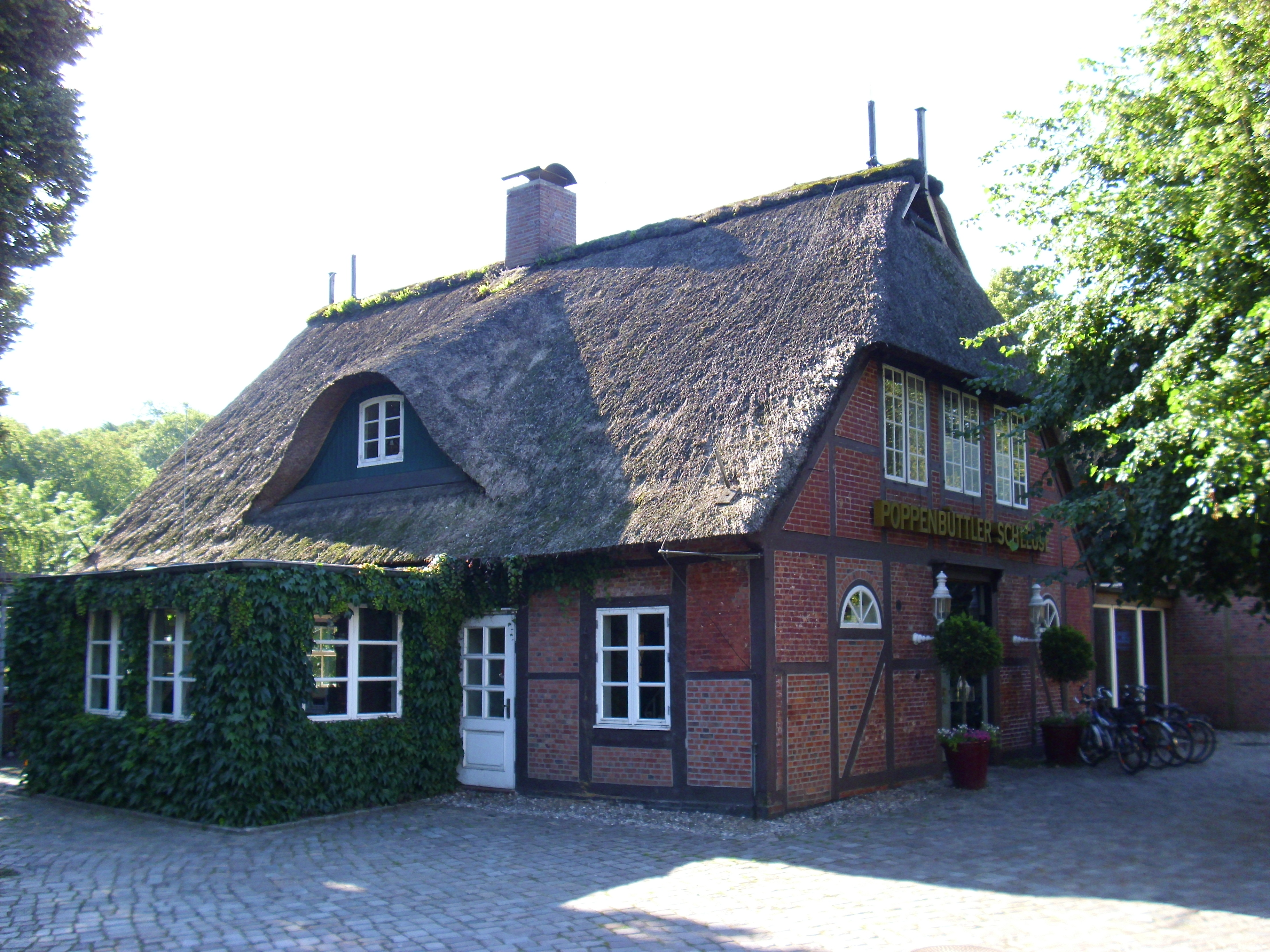
Ehemaliges Schleusenmeisterhaus

Mit der Errichtung der Schleusen wurde vom Hamburger Rat für jede Schleuse ein Schleusenmeister eingesetzt und bezahlt. Für einen Teil der Schleusen wurden Schleusenmeisterhäuser gebaut. Das Poppenbütteler Schleusenmeisterhaus wurde – nach dem Abrechnungsbuch für den Bau des Alster-Trave-Kanals – 1529 in etwa der Mitte zwischen den beiden Schleusenwehren gebaut. Das Grundstück war eine Hamburger Enklave im dänischen Poppenbüttel von Holstein auf dem die Hamburger Gerichtsbarkeit galt. Danach musste auch der Schleusenmeister Hamburger Bürger sein. Aufgrund der besonderen Lage gab es zwischen den Hamburgern und Holsteinern in der Zuständigkeit der Gerichtsbarkeit wiederholt Streitigkeiten. So dürften nach den Schankrechten, die der Schleusenmeister besaß, Getränke nur an die Alsterschiffer ausgeben werden. 1643 wurde das Schleusenmeisterhaus neu errichtet. Das heutige, 1823 erbaute Schleusenmeisterhaus wurde etwas nördlicher und vom Wasser höher versetzt.
Der Schleusenbetrieb für einen reibungslosen und zügigen Schiffstransport war in der Schleusenordnung festgelegt. Die erste bekannte Verordnung wurde 1584 vom Hamburger Rat erstellt. Darin wurde u. a. die nötige Wassertiefe an den Wehren für die Holzschiffe geregelt, die der Schleusenmeister einhalten und auch durchsetzen musste, was nicht immer konfliktfrei verlief.
Am 4. Juli 1836 um 10 Uhr abends lagen in der Poppenbütteler Schleuse 7 Schiffe, die wegen Niedrigwasser nicht ausgeschleust werden konnten. Zu diesem Zeitpunkt kamen etliche Dorfbewohner Poppenbüttels unter Führung des Pastors auf den Schleusenmeister zu und forderten ihn auf, die Schütten der Schleuse sofort aufzuziehen. Dem widersetzte sich der Schleusermeister mit der Begründung: Der Wasserstand vor der Schleuse betrage 7 Fuß und erst 14 Fuß wären für die Schleusung notwendig. Dieser Wasserstand würde sich erst in ca. 3 Stunden einstellen.
Davon unbeeindruckt zogen die Dorfbewohner und der Pastor, welche in Poppenbüttel über beträchtliche Ländereien verfügten, eigenmächtig die Schütten auf, woraufhin das Wasser abfloss. Sie fürchteten um ihre Heuernte, wenn das weiter angestaute Wasser ihre Wiesen überfluten würde. Der Vorgänger des Schleusenmeisters hatte bislang in der Erntezeit auf das Aufstauen und Schleusen verzichtet. Der Schleusermeister erstattete über den Vorfall ein Protokoll an seinen Vorgesetzten, dem Landherren der Geestlande, das einen Rechtsstreit zwischen dem Hamburger Rat, als Eigentümer der Schleuse und dem Pinneberger Landherren (Landdrost) in Holstein unter der Dänischen Krone auslöste.

#### 18. und 19. Jahrhundert
In den Jahren 1724, 1751, 1810 und 1828 fanden an der Schleuse größere Instandsetzungsarbeiten bzw. Erneuerungen statt. 1836 wurde das obere Schleusenwehr in Stein gebaut. Um 1870 wurde das Schleusenbecken mit einer 130 Meter langen steinernen Vorsetze begradigt, an der die Alsterschiffer ihre Boote anlegen konnten, sie besteht heute noch.
Das untere Wehr der Poppenbütteler Schleuse, wo sich heute die Bäckerbrücke befindet, bestand bis in die 1950er Jahre. Geblieben ist das obere Schleusenwehr, das die Alster zu einem größeren Schleusenteich am Fuß der Henneberg Burg aufstaut.
Bis ins 19. Jahrhundert bestanden die Stautore der Schleusenwehre vollkommen aus Holz und besaßen zwei Flügel, in denen die sogenannten Schütten steckten. Wenn ein Stautor geöffnet werden sollte, zog der Schleusenmeister die Schütten mit Hilfe einer Winde und Seilen aus ihren Halterungen heraus, so dass sich das Wasser zu beiden Seiten des Wehres anglich. Dann konnten die Stautore ohne Staudruck aufgezogen und die Schiffe durchgelassen werden.
Nach dem Schleusenbuch der Poppenbütteler Schleuse von 1866 bis 1870 wurde auf den Schiffen hauptsächlich Holz, Torf und Mauersteine nach Hamburg transportiert. Wie bereits vor dem Schleusenbau wurde auch weiterhin Holz die Alster hinabgeflößt. 1866 waren 119 Schiffe und 11 Flöße verzeichnet und im folgenden Jahr 136 Schiffe und 6 Flöße. Da die Schifffahrt auf der Alster im Winter und in der trockenen Sommerzeit praktisch ruhte, war der Schiffstransport lediglich auf rund sechs Monate reduziert.
Mitte des 19. Jahrhunderts zeichnete sich bereits ein Rückgang der Alsterschifffahrt an, 1850 waren noch 33 Alsterschiffe im Betrieb, 1910 10 Schiffe und 1919 war nur noch ein Alsterbock für behördliche Inspektionsfahrten im Einsatz.

### 20. und 21. Jahrhundert

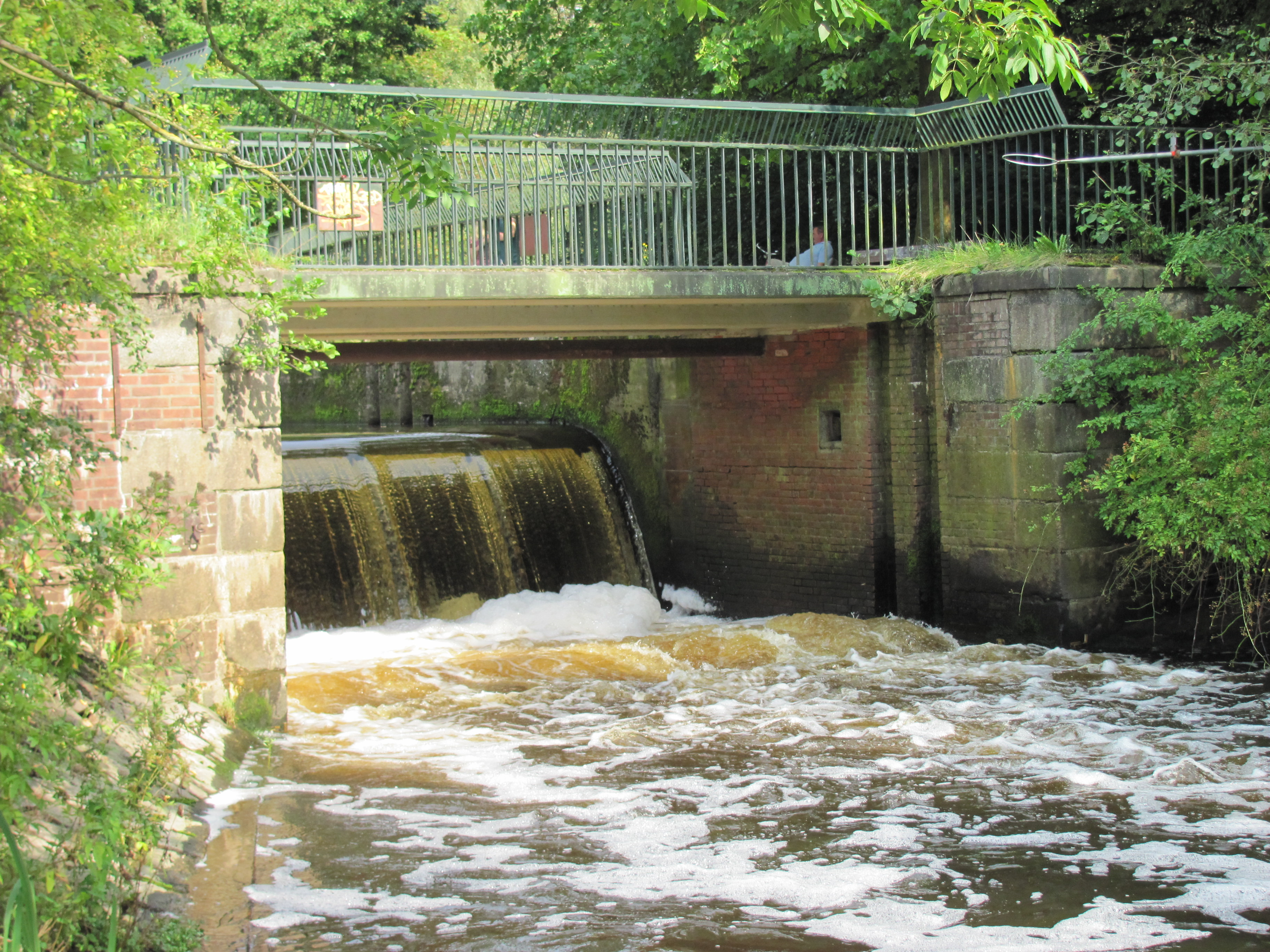
Poppenbüttler Schleuse mit Fußgängerbrücke (oberes Wehr mit einer Schleusenklappe), September 2011

Mittlerweile sind die Holzkonstruktionen der Schleusenwehre wie die der Poppenbütteler Schleuse durch Stahl- und Betonbauten und die Schütten durch Schleusenklappen mit elektrischen Antrieben ersetzt worden.
Im Dezember 2015 brach die Antriebskette der Schleusenklappe der Poppenbütteler Schleuse. Durch einen Rettungseinsatz der Polizei und Feuerwehr zu einer Personensuche im Bereich der Poppenbütteler Schleuse wurde die Schleusenklappe beschädigt. Die Antriebskette der Klappe riss dabei ab, woraufhin die Klappe absackte und damit ihre Staufunktion für den vorgelagerten
Schleusenteich verlor, der Teich lief leer.
Für die Instandsetzung wurde der Bereich der Wehranlage durch eine Holzkonstruktion gegen den Wasserzulauf abgetrennt. Das Wasser der Alster wurde während der Zeit der Instandsetzungsarbeiten über den existierenden Umlaufkanal um die Schleuse geleitet. Für den Ersatz der Antriebskette war eine Sonderanfertigung erforderlich. Im Juni 2016 waren die Arbeiten abgeschlossen.

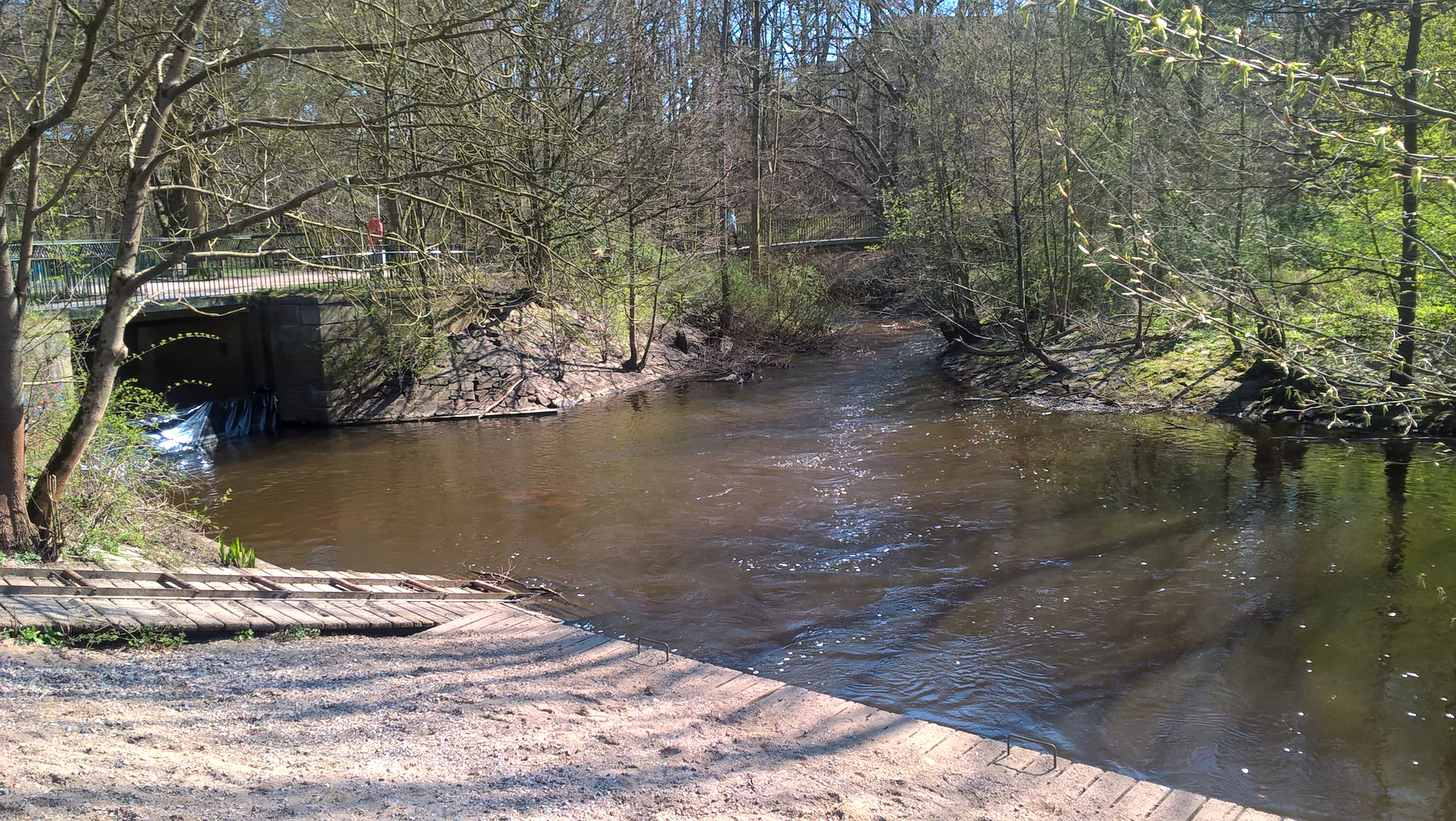
April 2016, geschlossenes Wehr, Alsterfluss durch den Umlaufkanal (rechts des Wehrs).
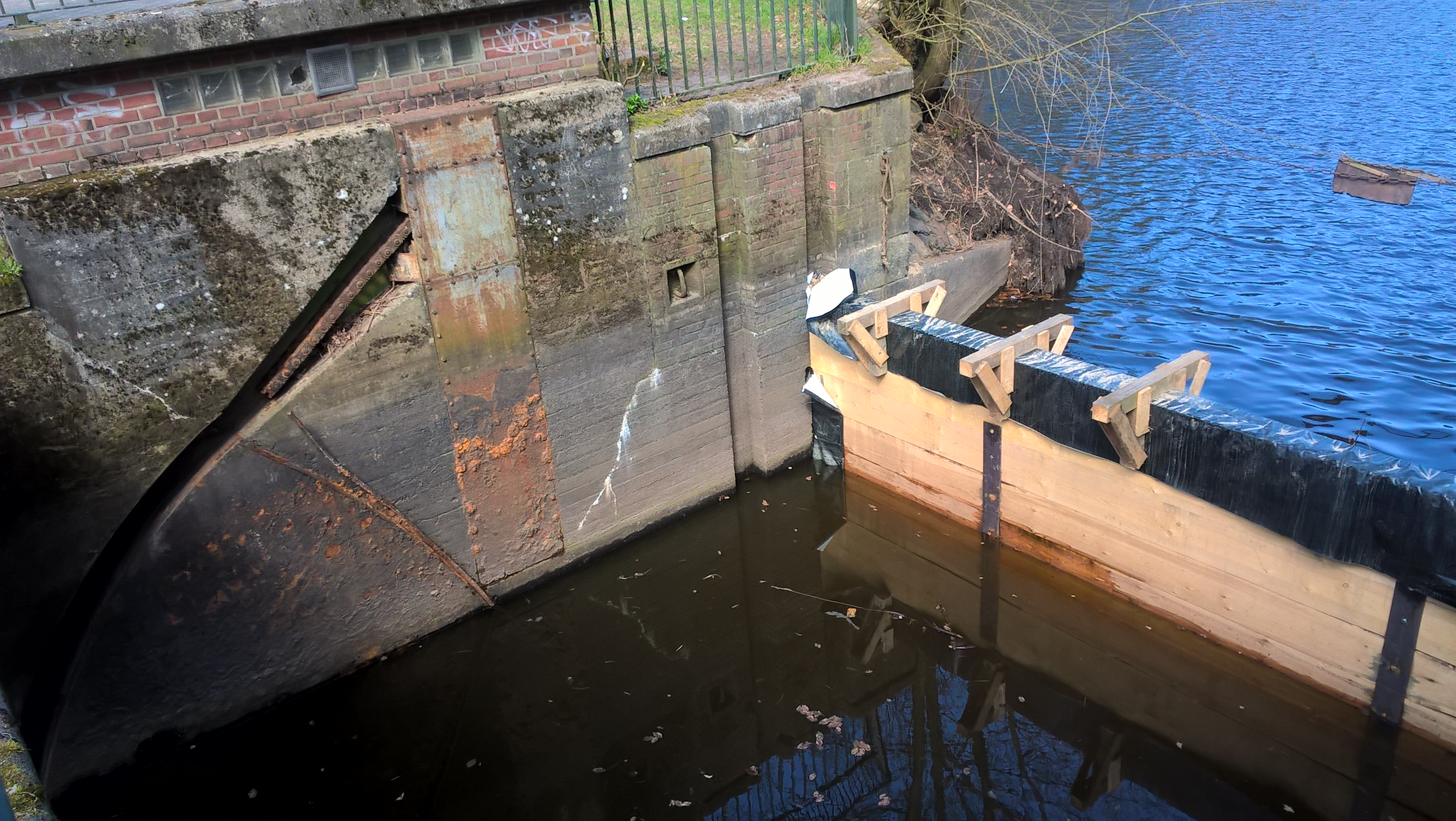
April 2016, Schleusenwehr mit gerissener Antriebskette, die Holzbalken in den Mauereinlassungen verschließen den Kammerbereich.
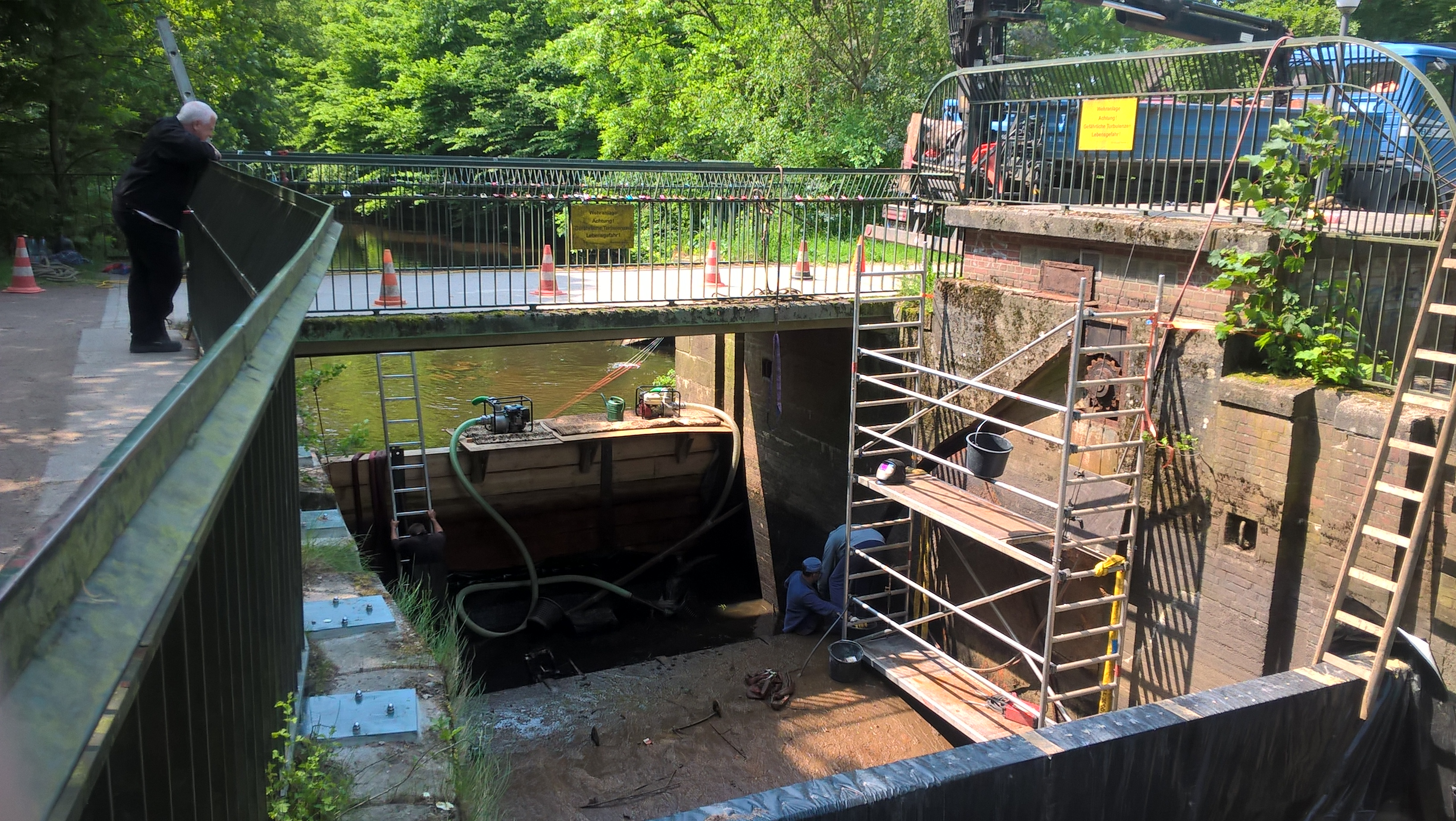
Mai 2016, Instandsetzungsarbeiten am Wehr, Kettenritzel noch nicht mit der Kette belegt.
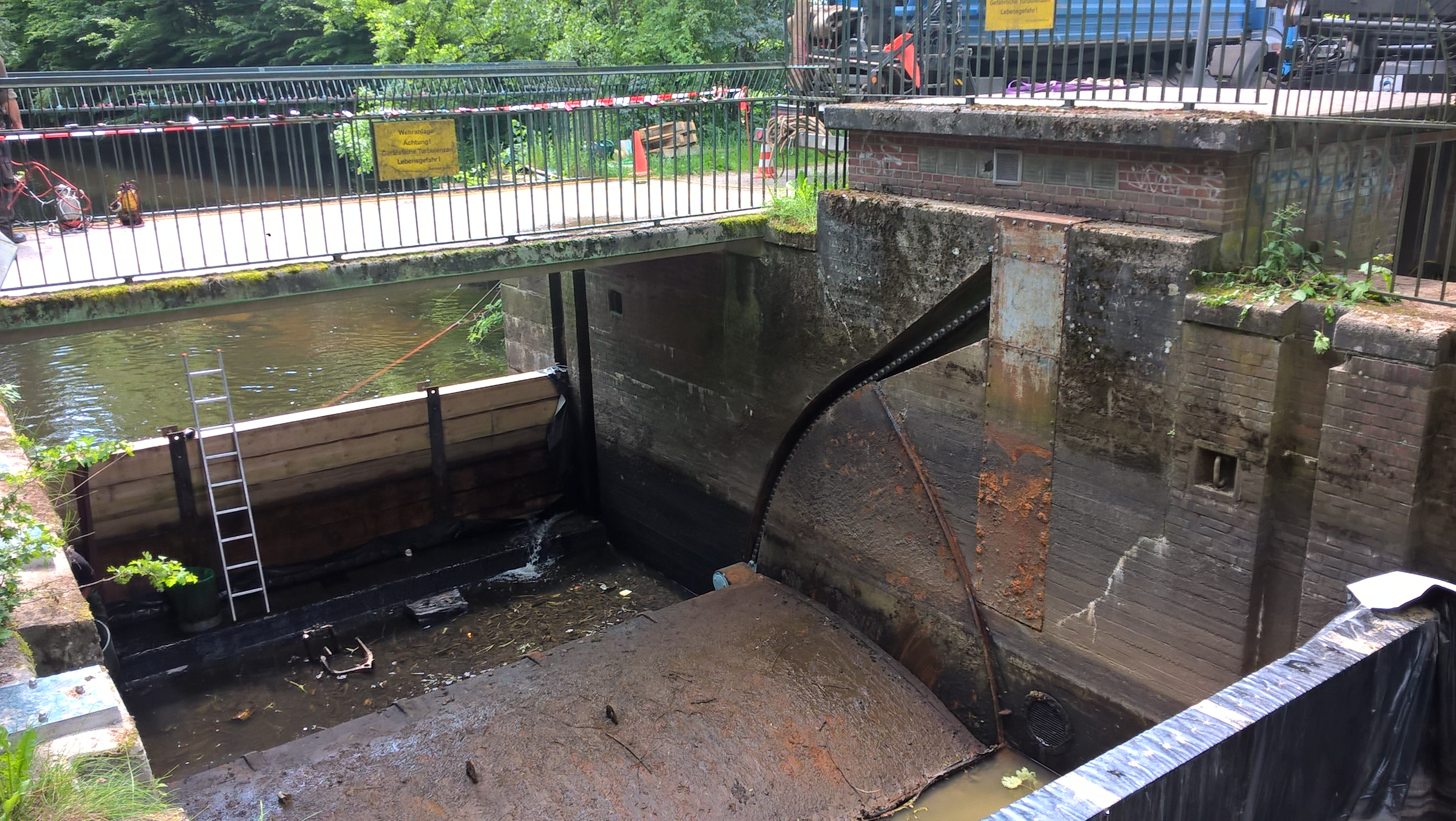
Juni 2016, Wehr mit neuer Kette.

#### Neubau der Schleuse
Im Jahr 2021 wurde das Wehr der Poppenbütteler Schleuse komplett umgebaut. An Stelle des einen Klappenwehrs wurden zwei nebeneinanderliegende Klappenwehre (jeweils 1,7 Tonnen schwer) eingebaut. Damit entfiel auch der Kettenantrieb mit dem – unmittelbar an das Wehr angrenzenden – kleinen Motorenhaus, sie wurden komplett entfernt. Bei Instandsetzungsarbeiten eines Klappenwehres kann der Regelbetrieb der Schleuse mit der zweiten Klappe weiterhin erfolgen, der Schleusenumlaufkanal müsste wie bei diesem Umbau nicht mehr zum Einsatz kommen.

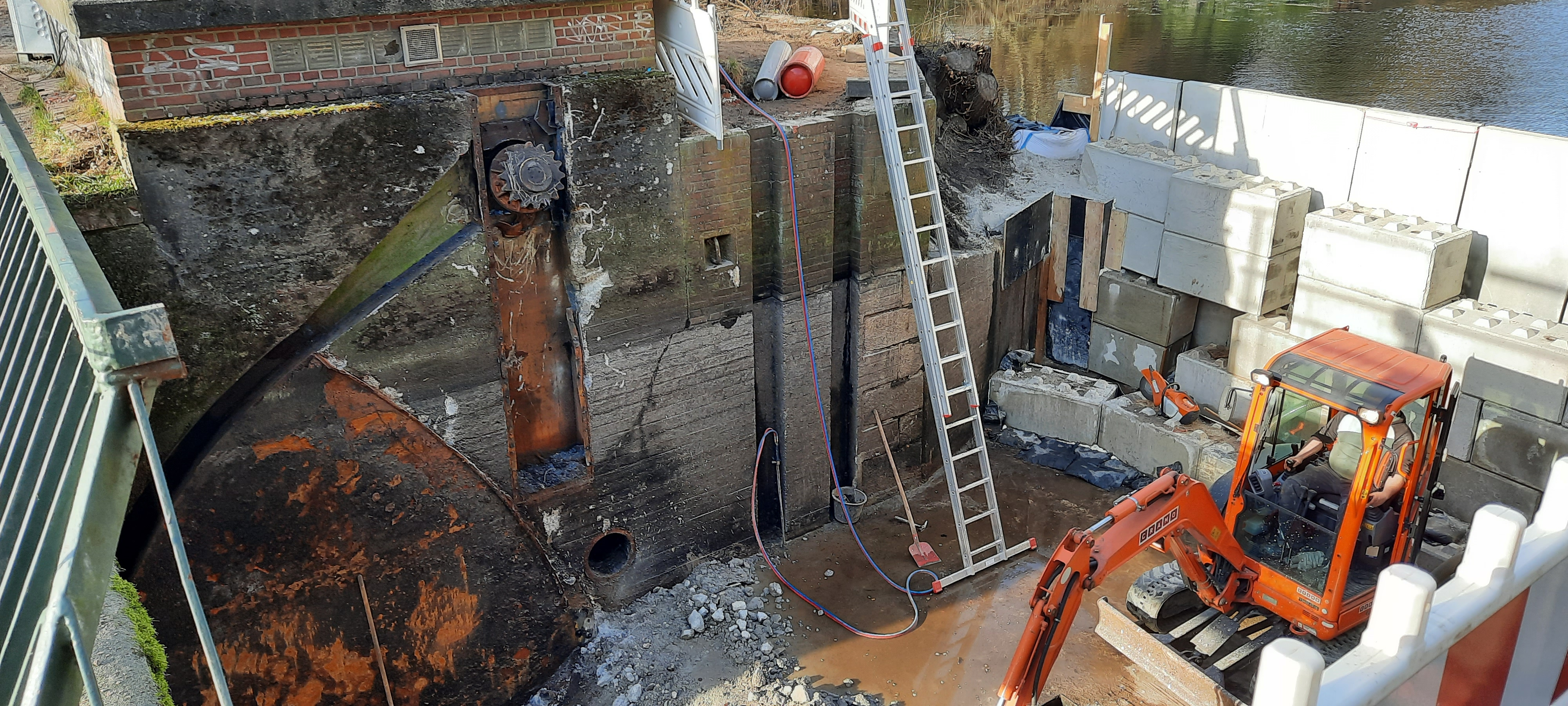
Februar 2021, Beginn Umbau der Schleuse
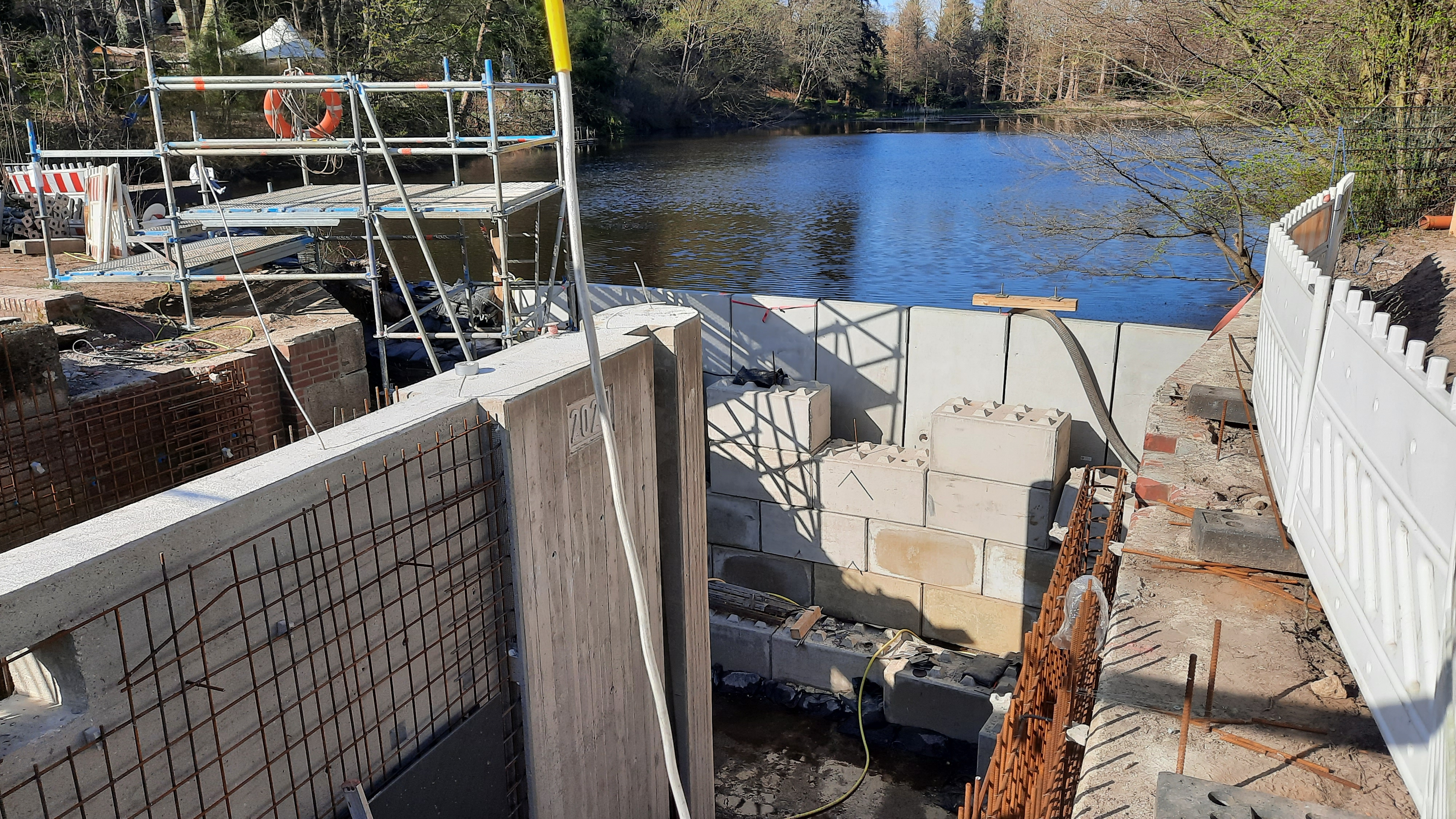
April 2021, Schleusenmittelteil erstellt
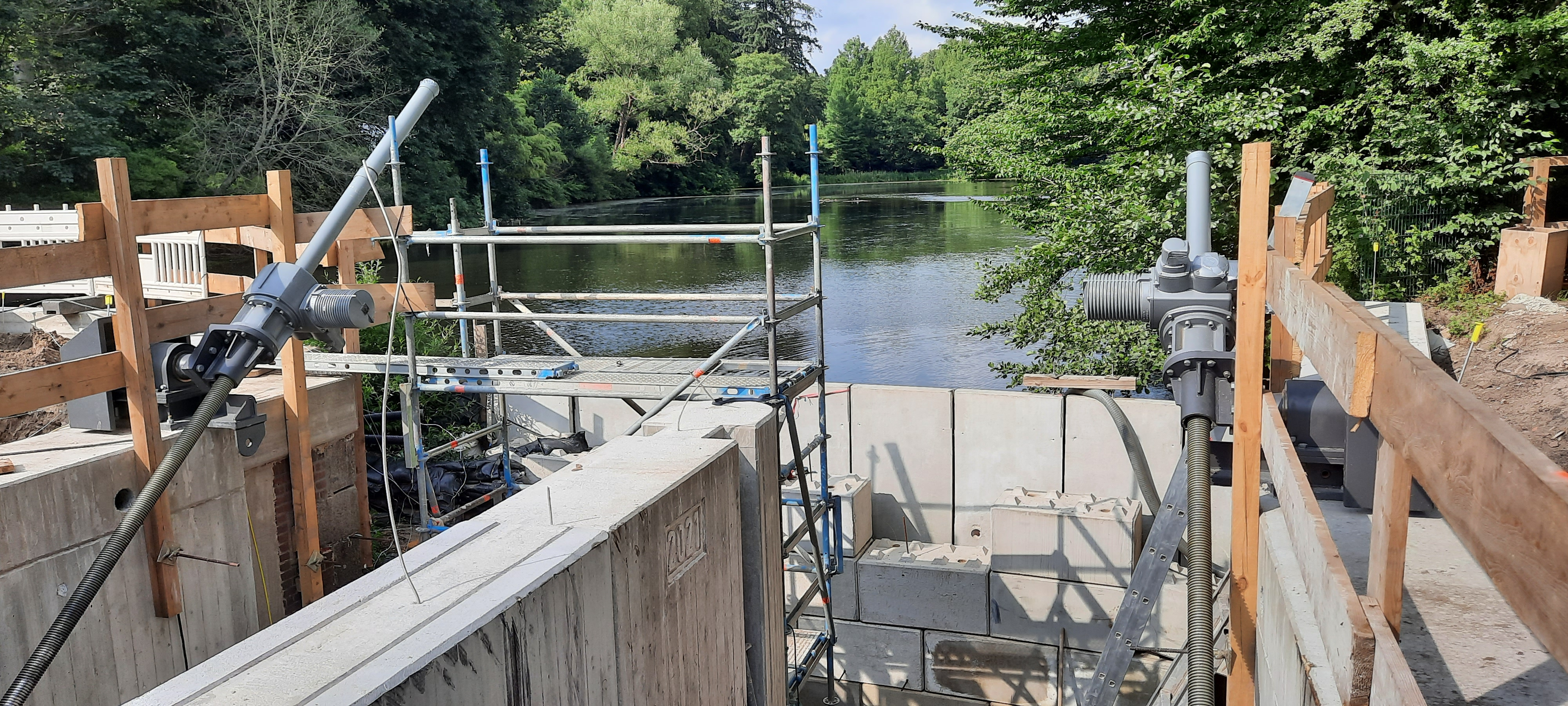
Juli 2021, Antriebsspindeln mit Antriebsmotoren der Wehrklappen
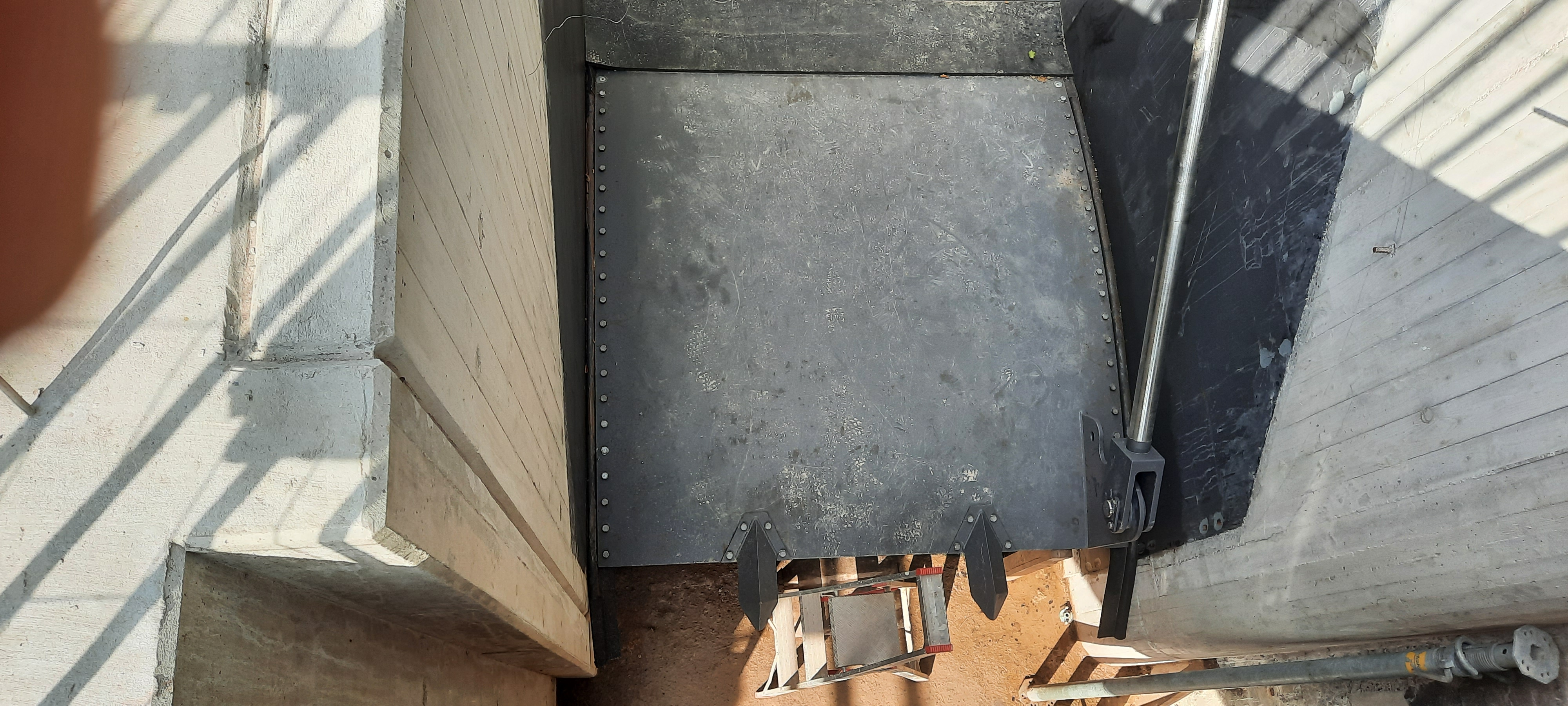
Juli 2021, abgesenkte Wehrklappe
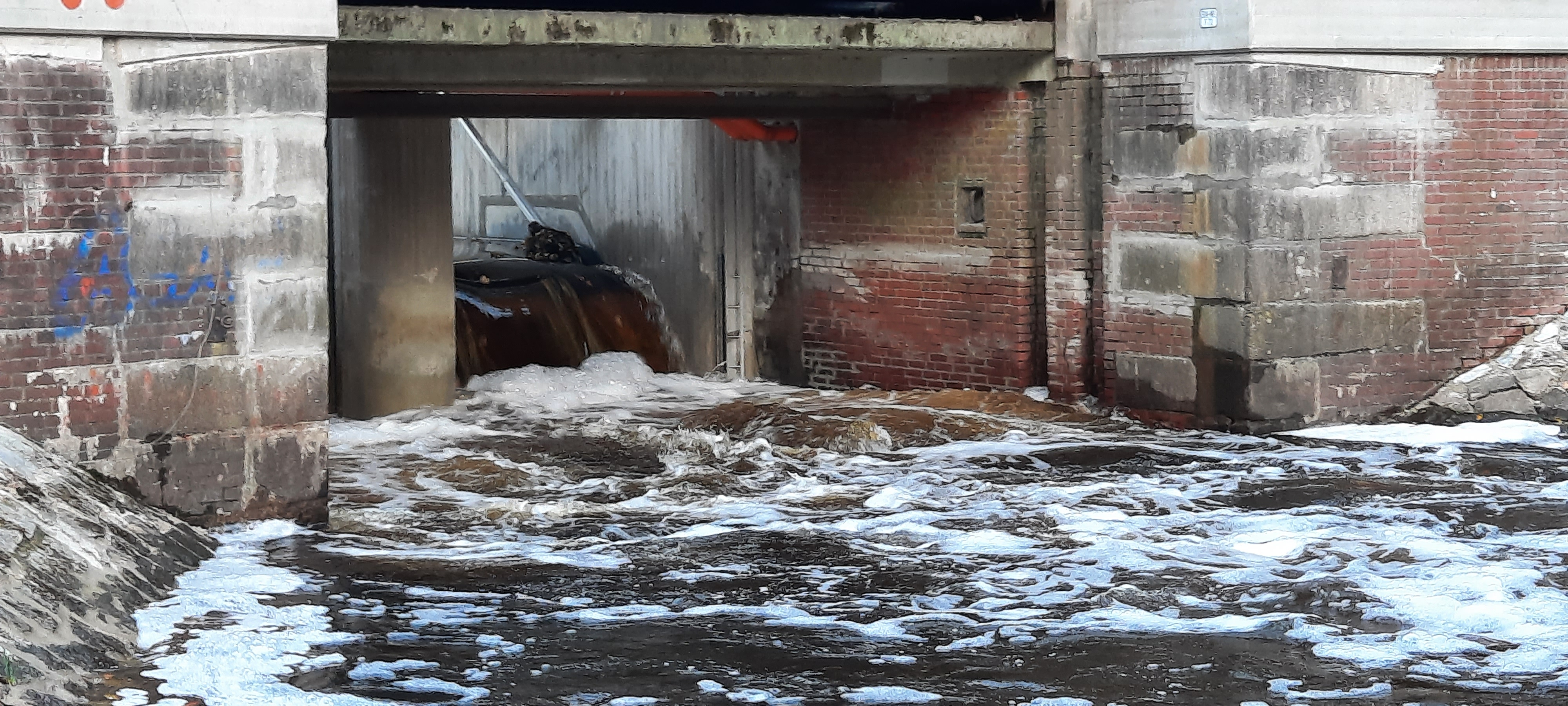
Oktober 2021, Schleuse im Betrieb, linksseitige Schleusenkammer mit der Antriebsspindel

#### Fischtreppe

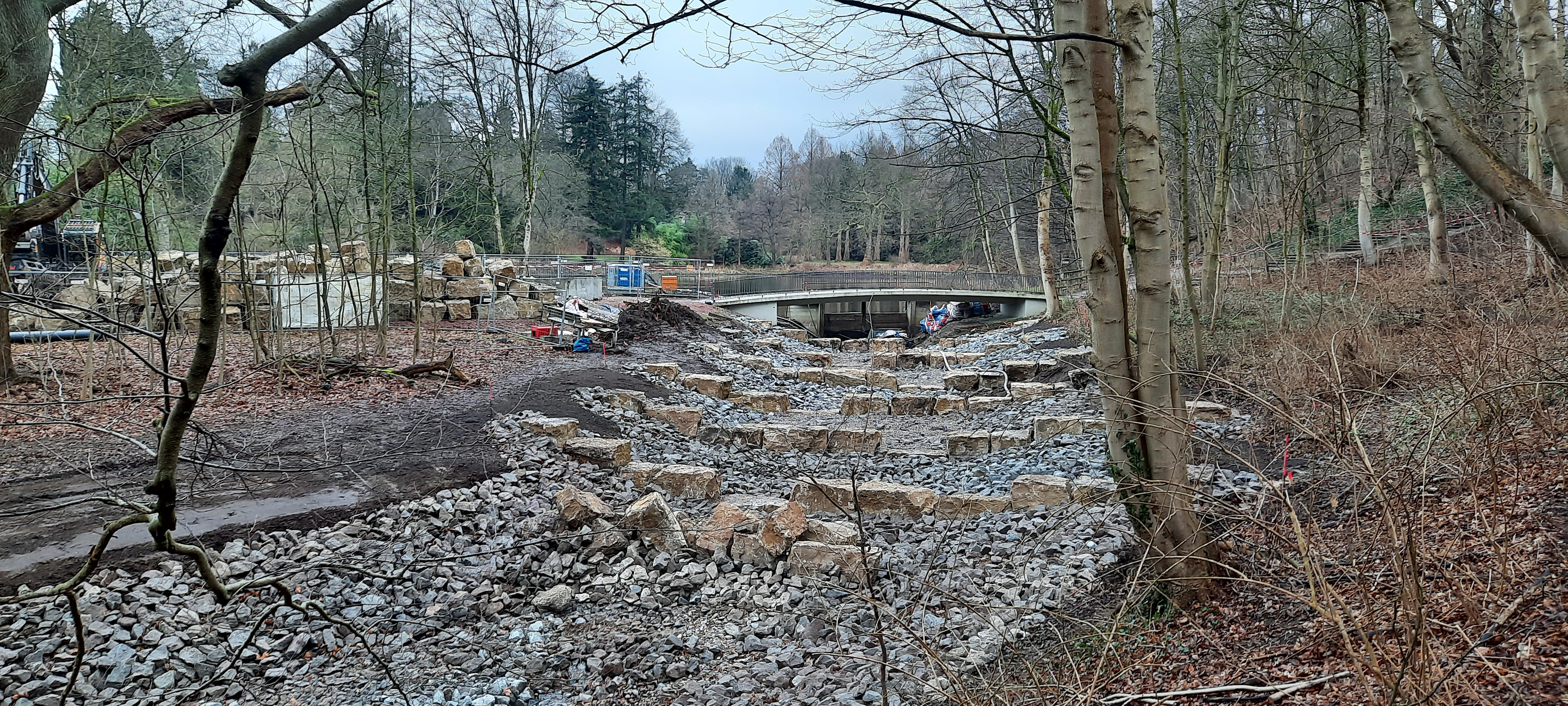
Januar 2022, im Bau befindliche Fischtreppe der Poppenbütteler Schleuse

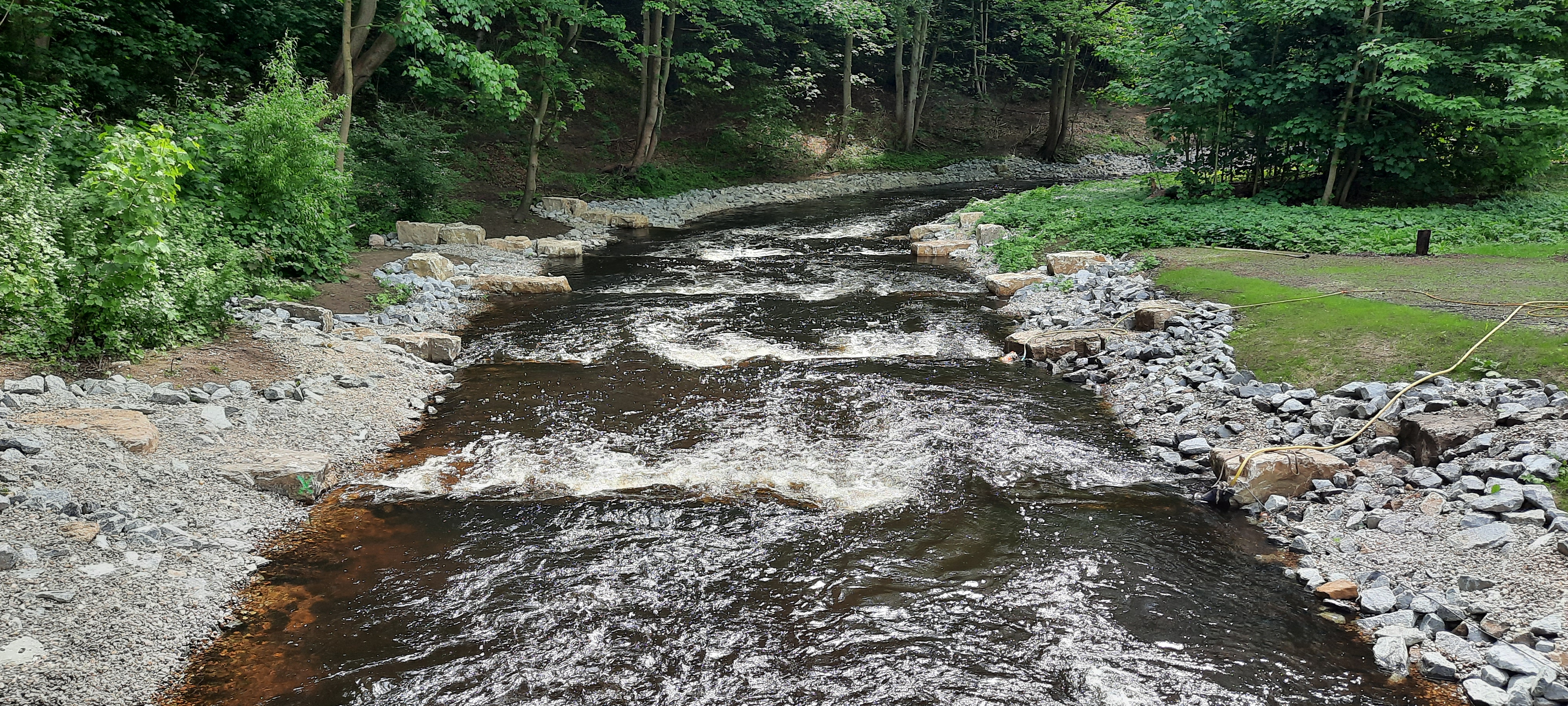
Fertiggestellte Fischtreppe der Poppenbütteler Schleuse

Mit dem Bau der Fischtreppe an der Poppenbütteler Schleuse wurde Ende 2021 begonnen und erweitert die bereits erreichte Fischdurchgängigkeit der Alster an der Mühlenschleuse, der Rathausschleuse und der Fuhlsbütteler Schleuse. Für die Fischdurchgängigkeit von der Elbe zur Quelle der Alster sind weiterhin Fischtreppen an den Wehren Mellingburger Schleuse und Wohldorfer Schleuse geplant. Den Fischen soll damit die Wanderung in ihre Laichgebiete, im Quellgebiet der Alster und deren Nebenflüsse erleichtern. Die Fischtreppe wird vor allem Stichlingen, Meerforellen, Neunaugen und auch Fischottern zugutekommen.
Um den Fischen den Aufstieg – von im Mittel 1,50 Meter Höhenunterschied am Schleusenwehr – zu ermöglichen, wurde der Grund des Gewässers im Umlaufkanal der Schleuse mit treppenartigen Höhenstufen versehen. Damit werden die erforderlichen unterschiedlichen Fließgeschwindigkeiten erzeugt, die die Fisch-Wanderung ermöglichen.
Seit Ende März 2022 ist die Fischtreppe in Betrieb. Sie ist ein sogenanntes Raugerinne mit Beckenstruktur. Die Stufen sind maximal 10 Zentimeter hoch. Mehrere kleine Becken in der Fischtreppe dienen als Ruhezone für die schwächeren Schwimmer. Durch Steinschlitze entsteht eine Lockströmung, die die Fische instinktiv erkennen, um flussaufwärts zu schwimmen. Größere Fische wie die Meerforelle überspringen auch die Steinriegel. Wie die Fischtreppe angenommen und in welcher Anzahl der Aufstieg genutzt wird, soll im Herbst, der Hauptwanderzeit der Fische, durch einen Fischgutachter untersucht werden.
Für die Fischtreppe wurden 1,8 Millionen Euro und für die Grundinstandsetzung des Wehrbauwerks 1,2 Millionen Euro von der Behörde für Umwelt und Energie bereitgestellt.